# Gyushyun
Gyushyun är en ort i Azerbajdzjan.   Den ligger i distriktet Ağdaş Rayonu, i den centrala delen av landet, 200 km väster om huvudstaden Baku. Gyushyun ligger 76 meter över havet och antalet invånare är 1 015.
Terrängen runt Gyushyun är platt åt sydväst, men åt nordost är den kuperad. Närmaste större samhälle är Ağdaş, 7,9 km väster om Gyushyun. 
Omgivningarna runt Gyushyun är i huvudsak ett öppet busklandskap. Runt Gyushyun är det ganska tätbefolkat, med 134 invånare per kvadratkilometer.